# 中國橫斷自動車道
中國橫斷自動車道（中国横断自動車道／ちゅうごくおうだんじどうしゃどう）是由姫路鳥取線、岡山米子線、尾道松江線、廣島濱田線構成的國土開發幹線自動車道（國幹道）路線名。略稱為中國橫斷道（中国横断道／ちゅうごくおうだんどう）。

## 路線
按照國土開發幹線自動車道建設法規定，中國橫斷自動車道如下。不過，市町村名為目前之名稱。
| 路線名     | 起點   | 主要經過地                  | 終點   |
| ---------- | ------ | --------------------------- | ------ |
| 姫路鳥取線 | 姫路市 | 兵庫縣佐用郡佐用町附近      | 鳥取市 |
| 岡山米子線 | 岡山市 | 岡山縣真庭市附近 米子市附近 | 境港市 |
| 尾道松江線 | 尾道市 | 三次市附近                  | 松江市 |
| 廣島濱田線 | 廣島市 | 廣島縣北廣島町附近          | 濱田市 |

除岡山米子線米子市附近 - 境港市以外的路段，根據高速自動車國道路線指定政令，高速自動車國道路線被指定如下。
| 路線名     | 起點   | 重要經過地                                                        | 終點   |
| ---------- | ------ | ----------------------------------------------------------------- | ------ |
| 姫路鳥取線 | 姫路市 | 龍野市 相生市 宍粟市 兵庫縣佐用郡佐用町 美作市 鳥取縣八頭郡智頭町 | 鳥取市 |
| 岡山米子線 | 岡山市 | 總社市 高梁市 真庭市 鳥取縣日野郡江府町                           | 米子市 |
| 尾道松江線 | 尾道市 | 廣島縣世羅郡世羅町 三次市 原市 雲南市                             | 松江市 |
| 廣島濱田線 | 廣島市 | 廣島縣山縣郡北廣島町                                              | 濱田市 |

### 姫路鳥取線
姫路鳥取線是在中國橫斷自動車道起點為姫路市、終點為鳥取市的路線。路線除經過中國地方也橫跨近畿地方。通車路段的道路名為播磨自動車道與鳥取自動車道。部分路段與山陽自動車道、中國縱貫自動車道重複。
至2013年為止，以下的路段為目前已啟用路段。
- 播磨系統交流道 - 播磨新宮交流道
- 佐用系統交流道 - 西粟倉交流道
- 智頭交流道 - 鳥取交流道

另外，跨越岡山縣與鳥取縣縣境間之西粟倉交流道 - 智頭交流道間為高速自動車國道並行一般國道快速道路，以志戶坂峠道路為名通車，補完鳥取自動車道。

### 岡山米子線
岡山米子線是在中國橫斷自動車道起點為岡山市、終點為境港市的路線。通車路段的道路名為岡山自動車道與米子自動車道。部分路段與中國縱貫自動車道重複。
至1997年為止，米子市 - 境港市除外區間已啟用。
剩餘路段之米子交流道 - 米子北交流道計畫以新直轄方式建設。但是，未開工路段被選定為「徹底檢討路段」。

### 尾道松江線
尾道松江線是在中國橫斷自動車道起點為廣島縣尾道市、終點為島根縣松江市的路線。通車路段的道路名為尾道自動車道與松江自動車道。部分路段與山陰自動車道重複。
建設促進期成同盟會公募其暱稱為「中國山脈街道」（中国やまなみ街道）。
2015年全線啟用。

### 廣島濱田線
廣島濱田線是在中國橫斷自動車道起點為廣島市、終點為濱田市的路線。通車路段的道路名為廣島自動車道與濱田自動車道。部分路段與中國縱貫自動車道、山陰自動車道重複。
1991年全線啟用。

## 沿革
- 1965年（昭和40年）6月11日 : 中國橫斷自動車道建設法施行。預定路線2路線相關法律案的基準公告[8]。
  - 岡山市 - 岡山縣真庭郡落合町附近 - 境港市
  - 廣島市 - 濱田市
- 1966年（昭和41年）7月1日 : 以中國橫斷自動車道名義成為國幹道預定路線[9]。
  - 岡山米子線 : 岡山市 - 岡山縣真庭郡落合町附近 - 米子市附近 - 境港市
  - 廣島濱田線 : 廣島市 - 濱田市
- 1974年（昭和49年）12月21日 : 岡山米子線落合交流道 - 落合系統交流道預定地（中國縱貫道重複區間）通車，為最先啟用路段[7]。
- 1983年（昭和58年）3月24日 : 廣島濱田線廣島北交流道 - 廣島北系統交流道 - 千代田系統交流道預定地（中國縱貫道重複區間）通車，為最先啟用路段[7]。
- 1987年（昭和62年）6月30日 : 第四次全國總合開發計畫閣議決定。構想出高規格幹線道路[10]。
  - 姫路・鳥取自動車道 : 姫路市 - 鳥取市
  - 陰陽聯絡自動車道 : 尾道市 - 松江市
- 1987年9月1日 : 四全總受國幹道法修正，預定路線變更如下[11]。
  - 姫路鳥取線 : 姫路市 - 兵庫縣佐用郡佐用町附近 - 鳥取市
  - 岡山米子線 : 岡山市 - 岡山縣真庭郡落合町附近 - 米子市附近 - 境港市
  - 尾道松江線 : 尾道市 - 三次市附近 - 松江市
  - 廣島濱田線 : 廣島市 - 廣島縣山縣郡千代田町附近 - 濱田市
- 1991年（平成3年）12月7日 : 廣島濱田線千代田系統交流道 - 旭交流道通車，全線啟用[7]。
- 1995年（平成7年）11月30日 : 道路審議會答申後，公告以並行一般國道快速道代替[12]。
  - 姫路鳥取線 : 志戶坂峠道路
- 2001年（平成13年）3月24日 : 尾道松江線 宍道交流道 - 松江玉造交流道（與山陰道重複區間）通車，為該路線最早啟用路段[7]。
- 2003年（平成15年）3月29日 : 姫路鳥取線 播磨系統交流道 - 播磨新宮交流道（與山陽道重複區間）通車，為該路線最早啟用路段[13]。
- 2003年12月25日 : 國幹會議 選定新直轄區間[3]。
  - 姫路鳥取線 : 佐用町 - 西粟倉村、智頭町 - 鳥取市
  - 岡山米子線 : 米子市 - 米子市
  - 尾道松江線 : 尾道市 - 三次市、三次市 - 三刀屋町
- 2004年（平成16年）1月30日 : 尾道松江線在國幹會議時受到道路公團將已發出的施行命令（尾道系統交流道 - 三刀屋木次交流道）撤回[14]。
- 2006年（平成18年）2月7日 : 國幹會議 選定「徹底檢討區間」[4]。
  - 岡山米子線 : 米子市 - 米子市
- 2009年（平成21年）3月14日 : 姫路鳥取線 智頭交流道 - 河原交流道通車，以新直轄區間方式成為該路線最早啟用路段[15]。
- 2010年（平成22年）11月27日 : 尾道松江線 尾道系統交流道 - 世羅交流道通車，以新直轄區間方式成為該路線最早啟用路段[16]。
- 2015年（平成27年）3月22日 : 尾道松江線 世羅交流道 - 吉舍交流道通車，該路線全線啟用[6]。

## 相關項目
- 國土開發幹線自動車道
- 高速自動車國道

## 外部連結
- 國土交通省道路局（页面存档备份，存于）
- 中國橫斷自動車道尾道松江線（页面存档备份，存于） - 廣島縣